# Guardo
Guardo ist eine Stadt und Gemeinde mit 5.548 Einwohnern (Stand: 2024) in der Provinz Palencia, in der Autonomen Gemeinschaft Kastilien-León, Spanien. Guardo ist zugleich der Hauptort in der Comarca Montaña Palentina. Neben dem gleichnamigen Hauptort gehören die Ortschaften Muñeca, Intorcisa und San Pedro de Cansoles zur Gemeinde.

## Lage
Guardo liegt im Tal des Río Carrión in einer Höhe von ca. 1125 m. Die Hauptstadt der Provinz, Palencia, befindet sich in etwa 100 Kilometer Entfernung südsüdöstlicher Richtung.

## Bevölkerungsentwicklung
| Jahr        | 1842 | 1900 | 1950 | 1981 | 1991 | 2001 | 2011 | 2021 |
| ----------- | ---- | ---- | ---- | ---- | ---- | ---- | ---- | ---- |
| Einwohner   | 1857 | 1216 | 3757 | 8636 | 7145 | 8327 | 6962 | 5786 |
| Quelle: INE |      |      |      |      |      |      |      |      |

## Sehenswürdigkeiten
- Johannes-der-Täufer-Kirche (Iglesia de San Juan Bautista) aus dem 17. Jahrhundert
- Barbarakirche (Iglesia de Santa Bárbara)
- Kapelle des Christus von Amparo (Ermita del Cristo del Amparo)
- Erzbischöflicher Palast (heutiges Studienseminar, Palacio del Arzobispo Bullón oder La Casa Grande) aus dem 18. Jahrhundert
- Brücke über den Carrión aus dem 16. Jahrhundert
- Modernes Rathaus

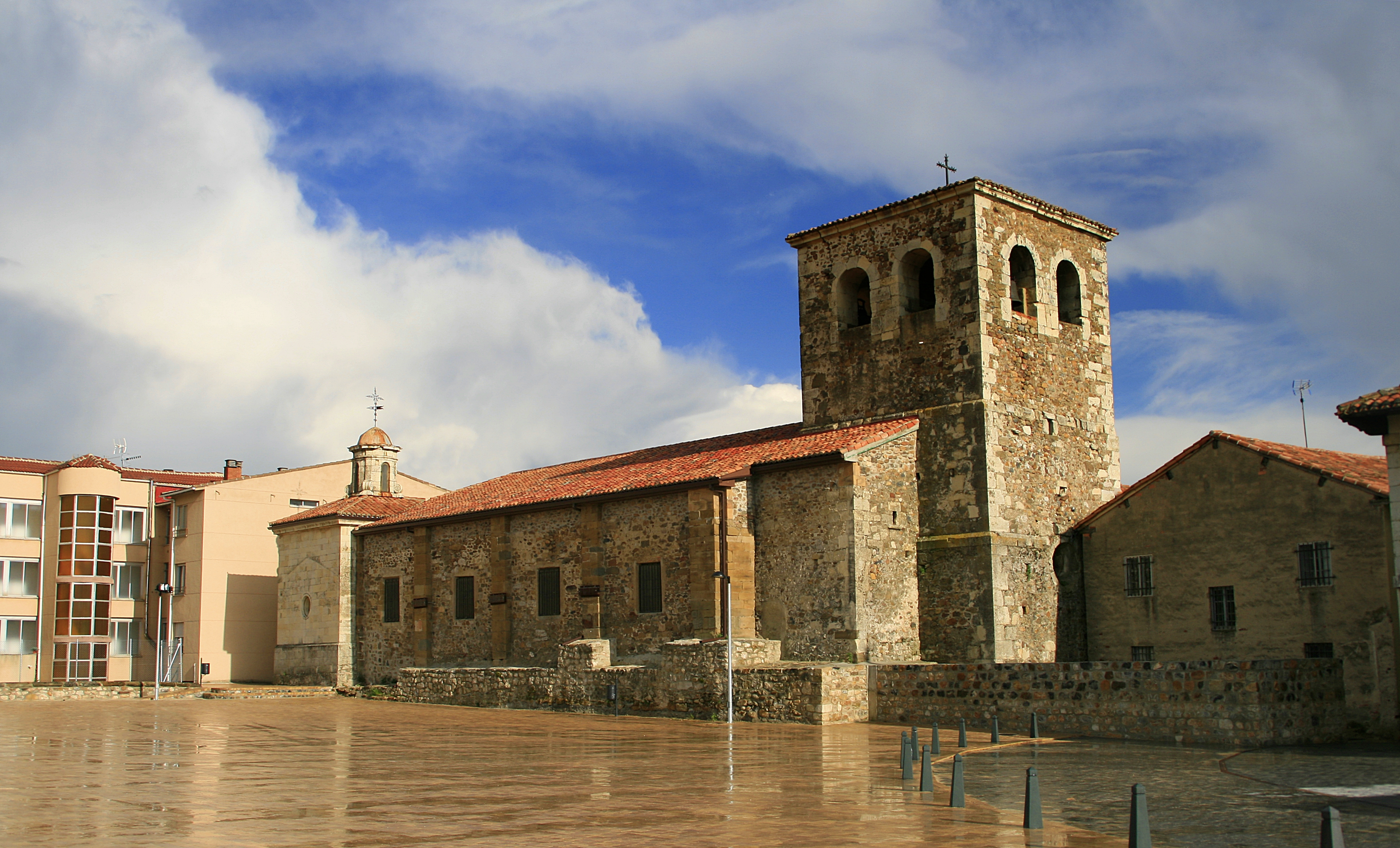
Johannes-der-Täufer-Kirche
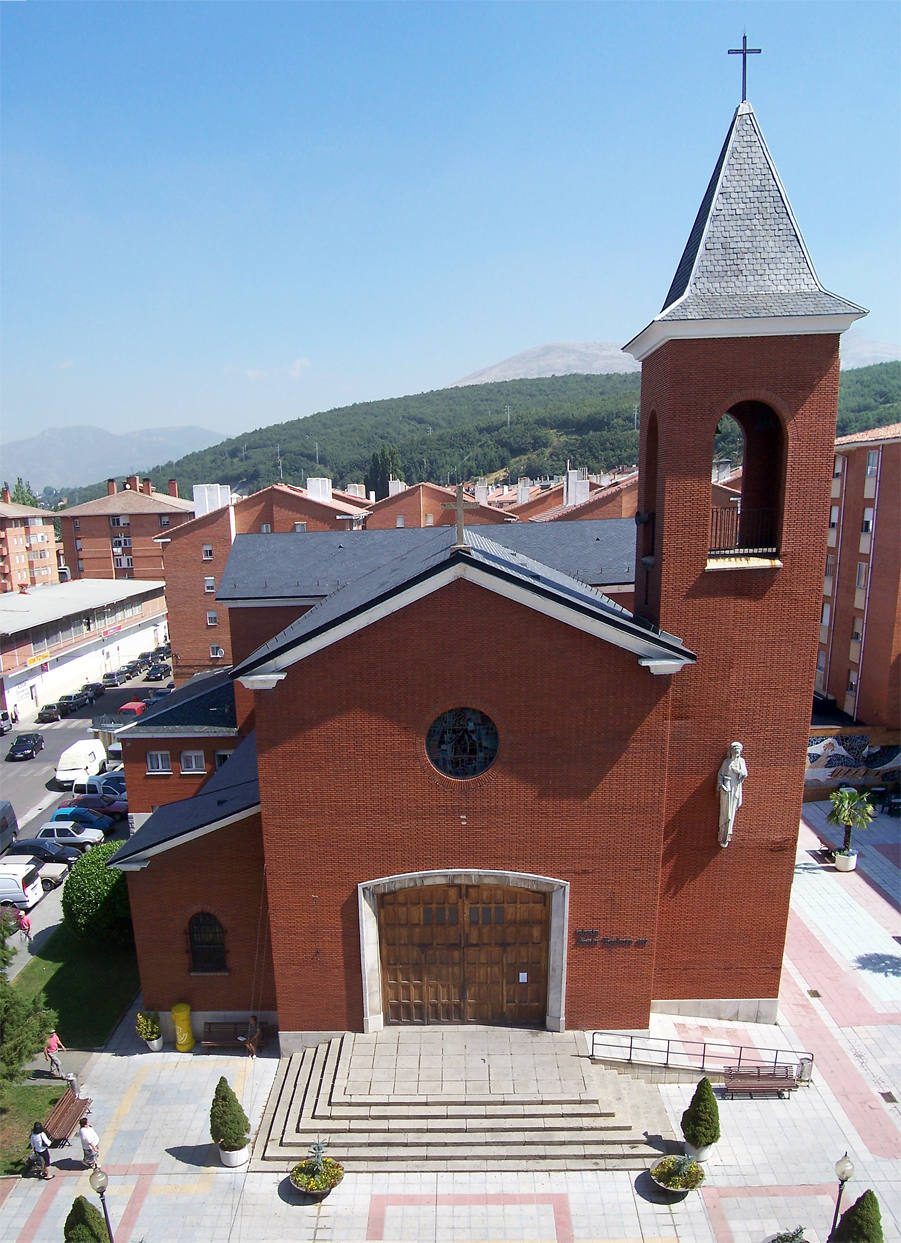
Barbarakirche
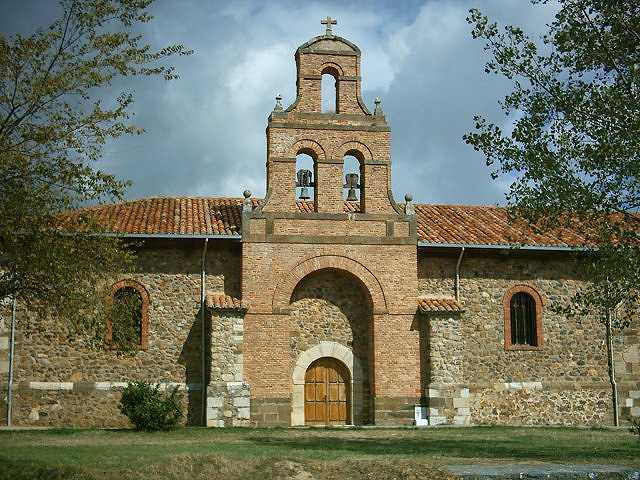
Christuskapelle
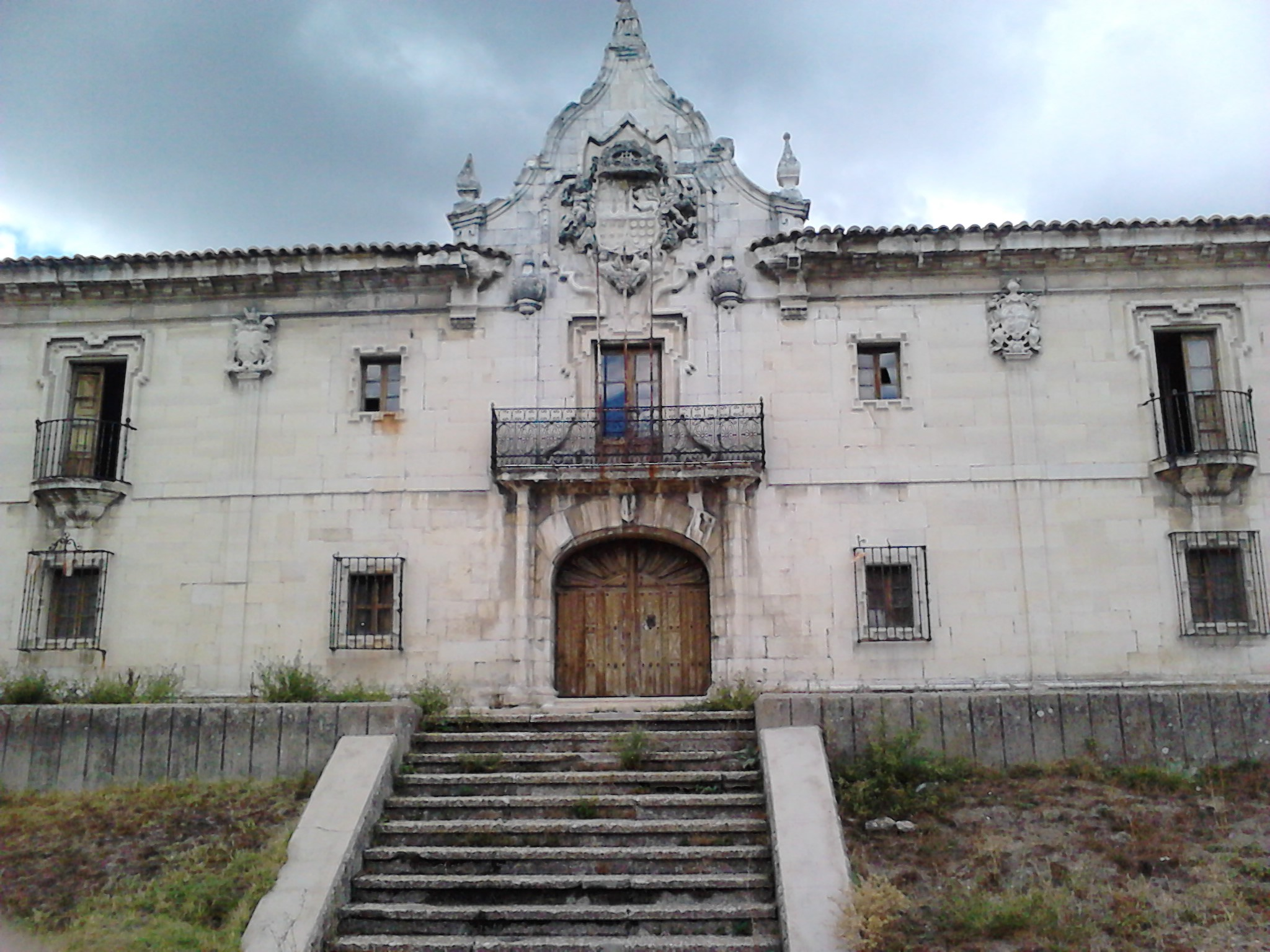
Erzbischöflicher Palast
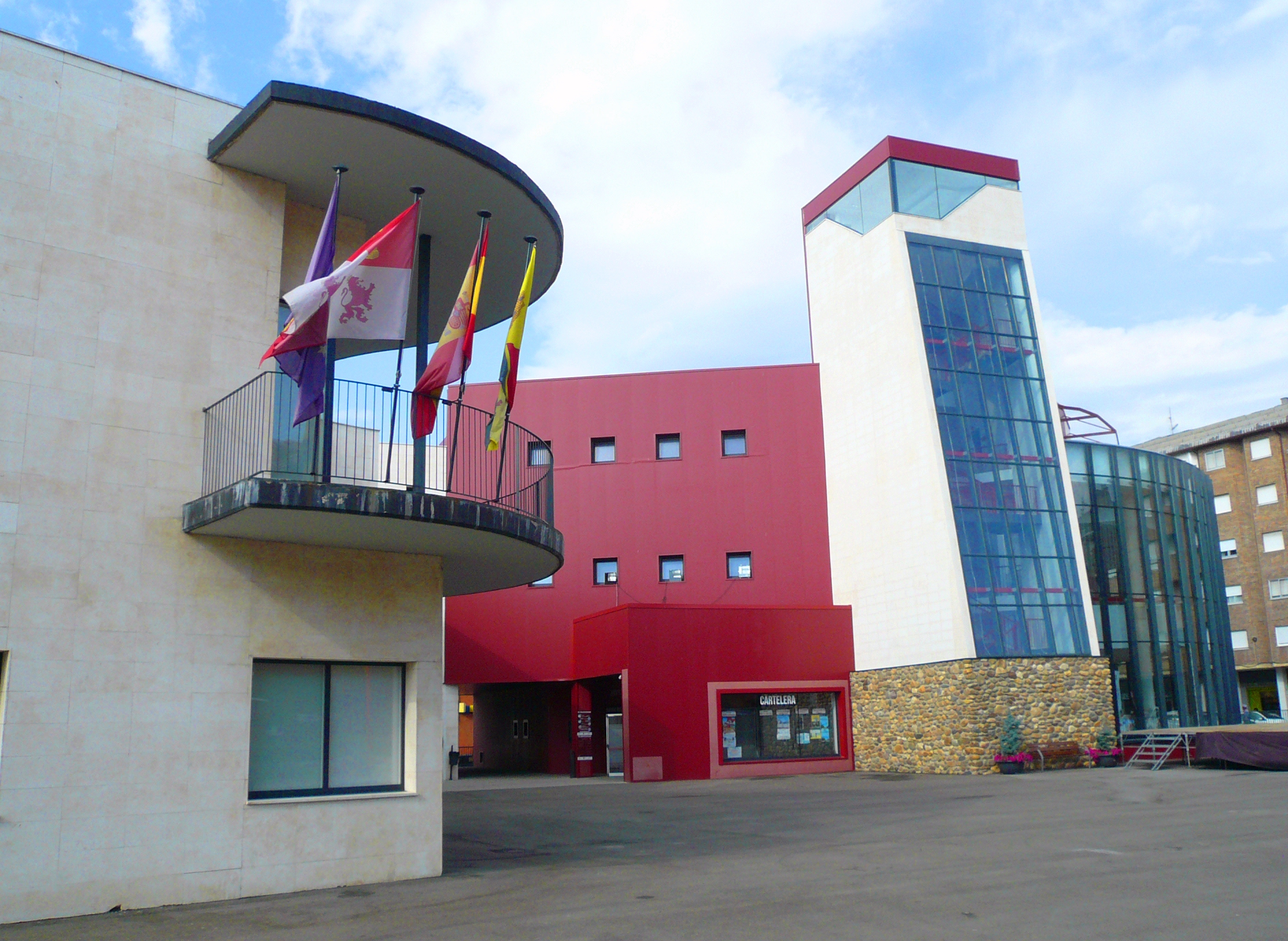
Modernes Rathaus

## Persönlichkeiten
- Francisco Díaz Santos Bullón (1687–1764), Bischof von Barcelona (1748–1750) und Siguenza (1750–1761), Erzbischof von Burgos (1760–1764)
- Claudio Prieto (1934–2015), Komponist, in Muñeca geboren
- Jesús Landáburu (* 1955), Fußballspieler (Mittelfeld)